# Premier cabinet fantôme de Harriet Harman
Royaume-Uni
Cameron Miliband
Le premier cabinet fantôme de Harriet Harman a été formé par Harriet Harman en 2010 au cours de son intérim comme cheffe du parti travailliste. Elle a assumé ce rôle à la suite du départ de Gordon Brown de son poste de leader (et de premier ministre) elle a assumé ce poste jusqu'à l'élection d'Ed Miliband à la direction du parti.
À quelques exceptions près, les ministres du Cabinet travailliste ont conservé leurs rôles au sein du Cabinet fantôme. Harman, qui avait été leader de la Chambre des communes, a confié cette tâche à Rosie Winterton, qui avait siégé au Cabinet en tant que ministre du Développement économique régional et de la Coordination.

## Membres du Cabinet fantôme
| Leader de la très loyale opposition de Sa Majesté Intérim Cheffe du Parti travailliste                                        | Harriet Harman                                |
| Secrétaire d'État à la Justice du cabinet fantôme Lord Chancelier du cabinet fantôme Acting Shadow Deputy Prime Minister      | Jack Straw                                    |
| Chancelier de l'Échiquier du cabinet fantôme                                                                                  | Alistair Darling                              |
| Secrétaire d'État des affaires étrangères et du Commonwealth du cabinet fantôme                                               | David Miliband                                |
| Secrétaire d'État à l'Intérieur du cabinet fantôme                                                                            | Alan Johnson                                  |
| Secrétaire d'État à la Défense du cabinet fantôme                                                                             | Bob Ainsworth                                 |
| Secrétaire d'État au Commerce, à l'Innovation et au Savoir-faire du cabinet fantôme                                           | Pat McFadden                                  |
| Secrétaire d'État au Travail et aux Retraites du cabinet fantôme Ministre pour les femmes et les égalités du cabinet fantôme  | Yvette Cooper                                 |
| Secrétaire d'État à l'Énergie et au Changement climatique du cabinet fantôme                                                  | Ed Miliband                                   |
| Secrétaire d'État à la Santé du cabinet fantôme                                                                               | Andy Burnham                                  |
| Secrétaire d'État à l'Éducation du cabinet fantôme                                                                            | Ed Balls                                      |
| Secrétaire d'État aux Communautés et au Gouvernement local du cabinet fantôme                                                 | John Denham                                   |
| Secrétaire d'État à l'Environnement, à l'Alimentation et aux Affaires rurales du cabinet fantôme                              | Hilary Benn                                   |
| Secrétaire d'État au Développement international du cabinet fantôme                                                           | Douglas Alexander                             |
| Ministre du Cabinet du cabinet fantôme Ministre des Jeux Olympiques du cabinet fantôme Ministre de Londres du cabinet fantôme | Tessa Jowell                                  |
| Secrétaire d'État pour l'Irlande du Nord du cabinet fantôme                                                                   | Shaun Woodward                                |
| Secrétaire d'État pour l'Écosse du cabinet fantôme                                                                            | Jim Murphy                                    |
| Secrétaire d'État pour le Pays de Galles du cabinet fantôme                                                                   | Peter Hain                                    |
| Secrétaire d'État à la Culture, aux Médias et aux Sports du cabinet fantôme                                                   | Ben Bradshaw                                  |
| Secrétaire en chef du Trésor du cabinet fantôme                                                                               | Liam Byrne                                    |
| Leader de l'opposition officielle à la chambre des Lords                                                                      | Janet Royall                                  |
| Whip en chef de la chambre des communes du cabinet fantôme                                                                    | Nick Brown                                    |
| Ministre du logement et de la planification du cabinet fantôme                                                                | John Healey                                   |
| Leader fantôme de la Chambre des communes Lord du sceau privé du cabinet fantôme                                              | Rosie Winterton                               |
| Whip en chef de la chambre des lords du cabinet fantôme                                                                       | Steve Bassam                                  |
| Président du parti travailliste parlementaire                                                                                 | Tony Lloyd                                    |
| Assiste également aux réunions du cabinet fantôme                                                                             |                                               |
| Secrétaire d'État aux Transports du cabinet fantôme                                                                           | Sadiq Khan                                    |
| Procureur général du cabinet fantôme                                                                                          | Patricia Scotland, Baronne Scotland de Asthal |